# Timandra xenophyes
Timandra xenophyes là một loài bướm đêm trong họ Geometridae.